# Stenoptilia zophodactylus
Espèce
Stenoptilia zophodactylus est une espèce d'insectes de l'ordre des lépidoptères (papillons), de la famille des Pterophoridae.